# 阿根廷人口
2010年人口普查 [INDEC]中，阿根廷人口為40,117,096人，2022年人口普查 [INDEC]的初步結果為46,044,703人。
白人和印欧混血种人占95%，多属意大利和西班牙后裔。印第安人口60.03万，其中人口最多的少数民族为马普切人。

## 人口
阿根廷的人口仍繼續增長中，但出生率穩步下降，人口增長的速度較慢。據統計，阿根廷的生育率下降的現象，比拉丁美洲的其他地區更早開始。在 20 世紀初期和 1950 年代之間發生得最快，然後生育率漸進下降。隨著國家的發展，阿根廷人的預期壽命一直在提高，尤其是年輕人和窮人的預期壽命持續提升。 
人口总数：39,537,943 (截至2005年6月)
年龄结构：
0-14岁：25.6% (男5,170,721/女4,938,171)
15-64岁：63.9% (男12,626,711/女12,627,026)
65岁及以上：10.6% (男1,712,117/女2,463,197) (截至2005)
中间年龄:全部：29.42岁
男：28.52岁
女：30.4岁
人口增长率：0.98%
出生率：每1000人中16.9人出生
死亡率：每1000人中7.56人死亡
净移民率：每1000人中0.4个移民
性别比例：
出生时：1.05男/女
15岁以下：1.05男/女
15-64岁：1男/女
65岁及以上：0.7男/女
全部人口：0.97男/女
婴儿死亡率：全部 每1000名新生儿中:15.18死亡
男:每1000名新生儿中17.07死亡
女:每1000名新生儿中13.19死亡
平均寿命:全部人口：75.91岁
男：72.17岁
女：79.85岁
总生育率：每名妇女2.19个孩子

种族：欧裔和印欧混血人种占总人口的96.7%或97%，印第安人等占总人口的3%或3.3%

## 歐裔阿根廷人
義大利裔阿根廷人為阿根廷歐裔社群最大民族，是指在阿根廷出生的義大利裔公民或居住在阿根廷的義大利出生的人，也是現代阿根廷人口中的最大血緣族群。據估計，有3千萬阿根廷人擁有或多或少的義大利血統（約佔總人口的62.5%）。 1857 年到 1940 年間，義大利人大量進入阿根廷，佔阿根廷後殖民移民人口的 44.9%，超過來自任何其他國家的移民人口，包括西班牙裔人口（佔 31.5%）。 1996 年統計，部分或全部義大利血統的阿根廷人有 1580 萬，佔當時阿根廷總人口約3450 萬的 45.5%。今天，在該國 4千餘萬的人口中，仍有 3000 萬阿根廷人具有某種程度的義大利血統。第266任天主教會教宗方濟各也是義大利裔阿根廷人出身。
因為阿根廷文化在語言、習俗和傳統方面與義大利文化的強烈聯繫，義大利對阿根廷的美食、時尚及生活方式都有很大的影響。同時，阿根廷也是強烈義大利情懷的國家。

## 華裔阿根廷人
華裔阿根廷人主要來自中國大陸，臺灣，香港及澳門，二零二二年，華裔阿根廷人約有十二萬之衆，是該國第四大族群.

## 语言
阿根廷的官方语言为西班牙语，其他语言包括英语、意大利语、德语、法语。阿根廷北部也有少数地区使用瓜拉尼语，南部少数地区使用馬普切語。

## 宗教
宗教：罗马天主教徒92%，新教徒2%，犹太教徒2%，其他4%